# Школа № 206 (Санкт-Петербург)
Школа № 206 — ГОУ Центрального района Санкт-Петербурга, осуществляющее обучение с 1 по 11 классы.

## История
Основана в 1880 году на Лиговском проспекте как Петровское коммерческое училище. В дальнейшем училище переехало в здание на Фонтанке, 62. В 1900 году было награждено золотой медалью на Всемирной выставке в Париже. После революции стало общеобразовательной школой № 23, которая в 1936 году была переименована в Первую образцовую школу Центрального района, а в 1940 школе был присвоен номер 206.
В настоящее время школа сотрудничает с РГПУ им. А. И. Герцена, ИТМО и Морским Техническим университетом.

## Награды школы
- Победитель городского конкурса в номинации «Школа для каждого» (1997)
- Лауреат городского конкурса в номинации «Петербургские каникулы» (1998)
- Дипломант городской «Ярмарки педагогических достижений» (2000)[2]

## Известные выпускники[3][4]
- Сергей Довлатов
- Иван Ефремов
- Яков Зельдович
- Аркадий Райкин
- Евгений Рейн
- Николай Тихонов
- Юрий Трутнев
- Михаил Чулаки
- Юрий Шаблыкин